# Croton rimbachii
Croton rimbachii är en törelväxtart som beskrevs av Léon Camille Marius Croizat. Croton rimbachii ingår i släktet Croton och familjen törelväxter. Inga underarter finns listade i Catalogue of Life.